# Металлострой (платформа)
Металлострой — зупинний пункт на московському напрямку Санкт-Петербурзького відділення Жовтневої залізниці. Розташовано на півдні Санкт-Петербурга, на території МУ «селище Металлострой» поруч з дорогою на Металлострой. Зупинний пункт складається з двох платформ — берегової (поїзда від Санкт-Петербурга) і острівної (на Санкт-Петербург), доступ до платформ можливий тільки через пішохідний міст.
На схід від з.п. розташоване моторвагонне депо Санкт-Петербург — Московське.
На з.п. зупиняється більшість прямуючих через нього електропоїздів.

## Галерея

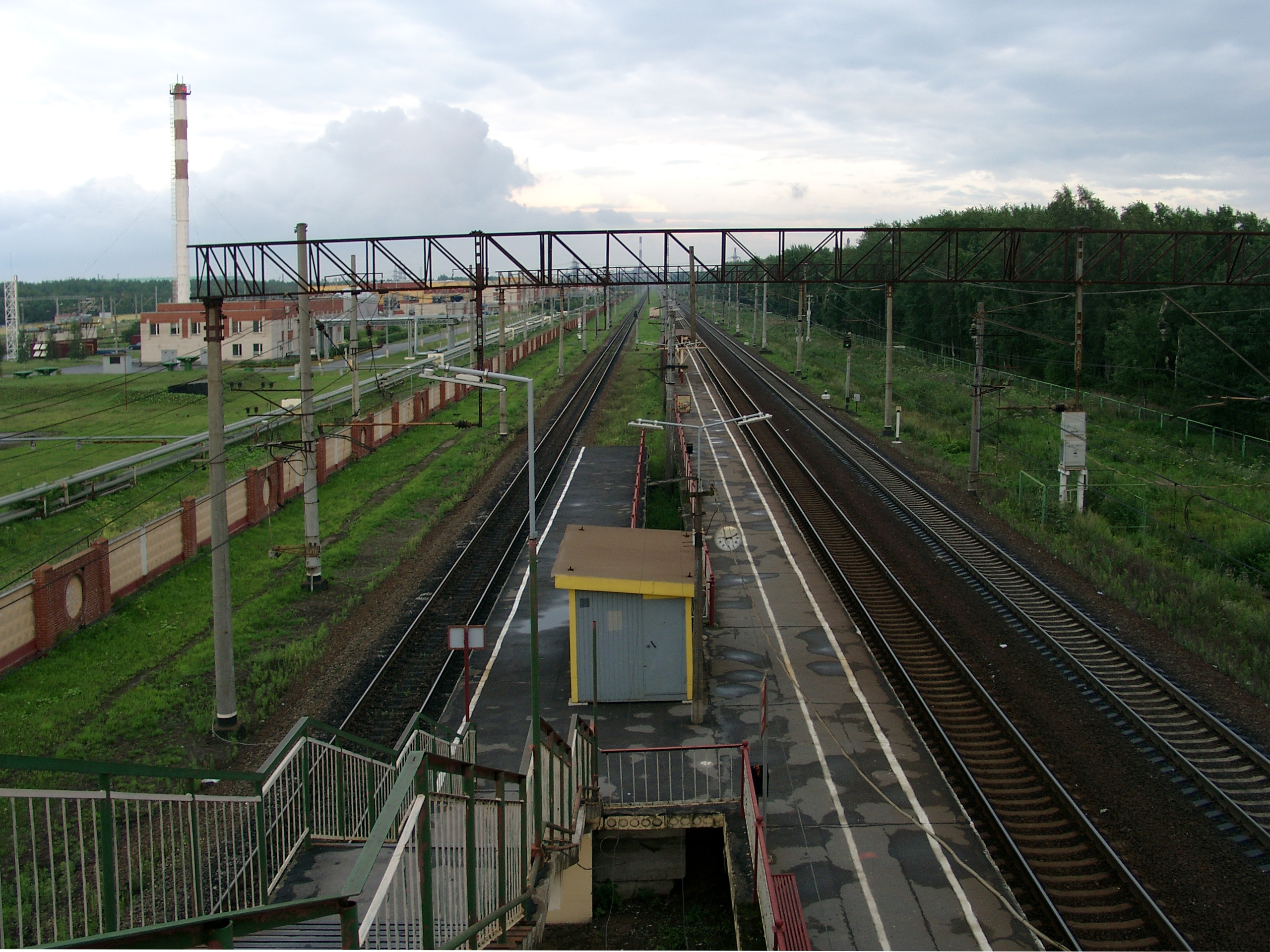
Вигляд з надземного переходу на південний схід, в сторону пл. Іжорський завод
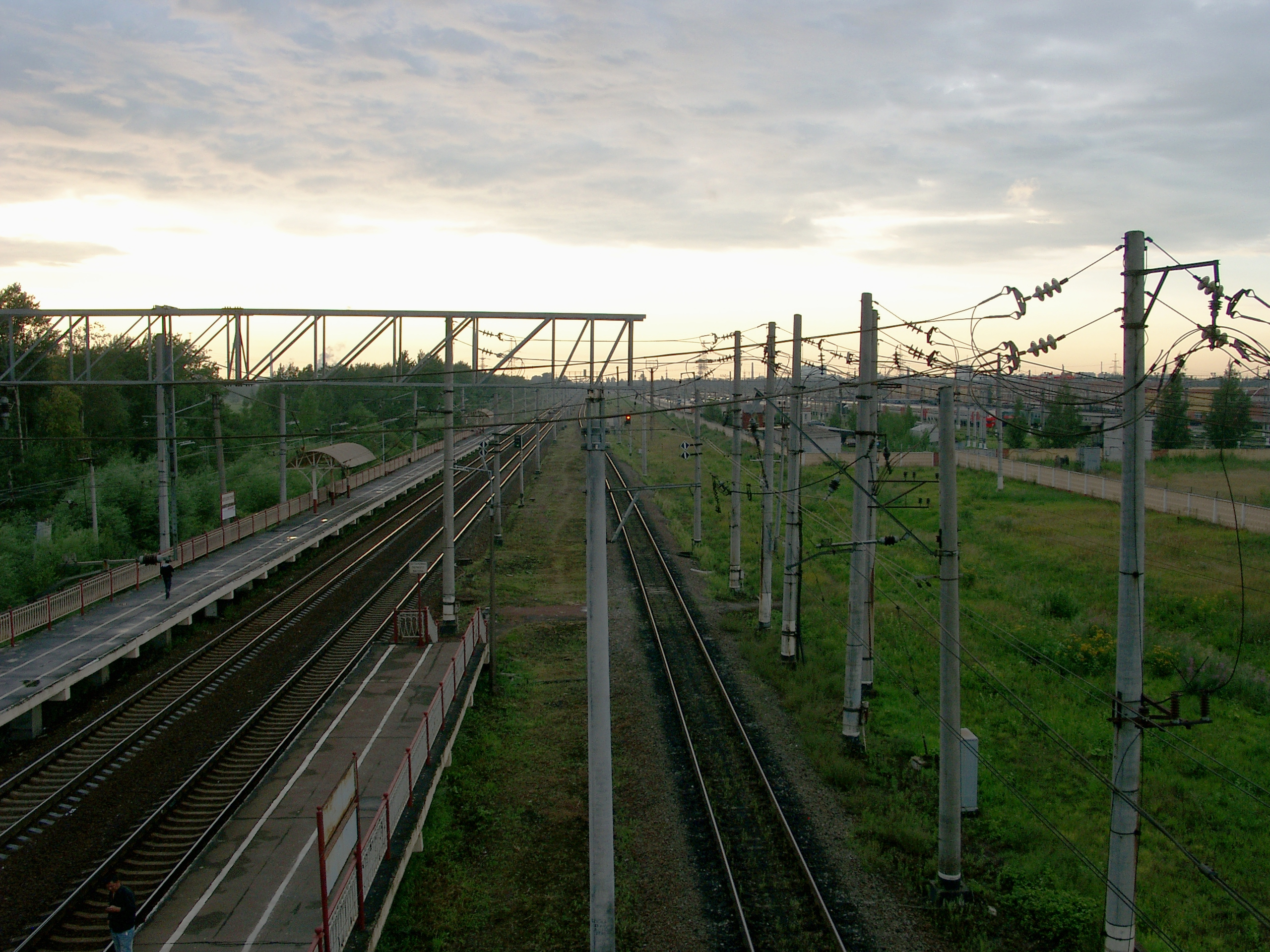
Вигляд з надземного переходу на північний захід, в сторону пл. Слов'янка
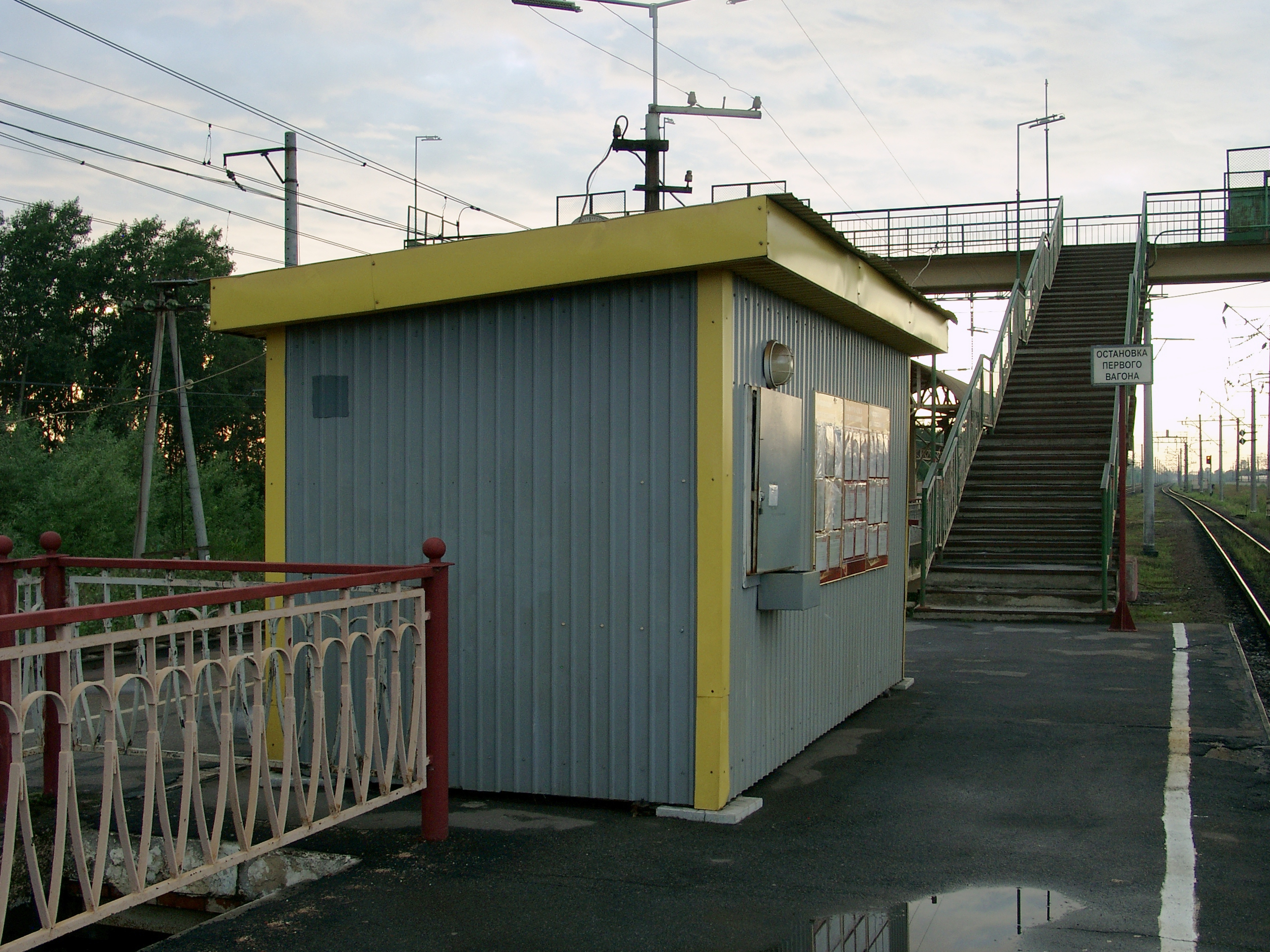
Приміщення квиткової каси
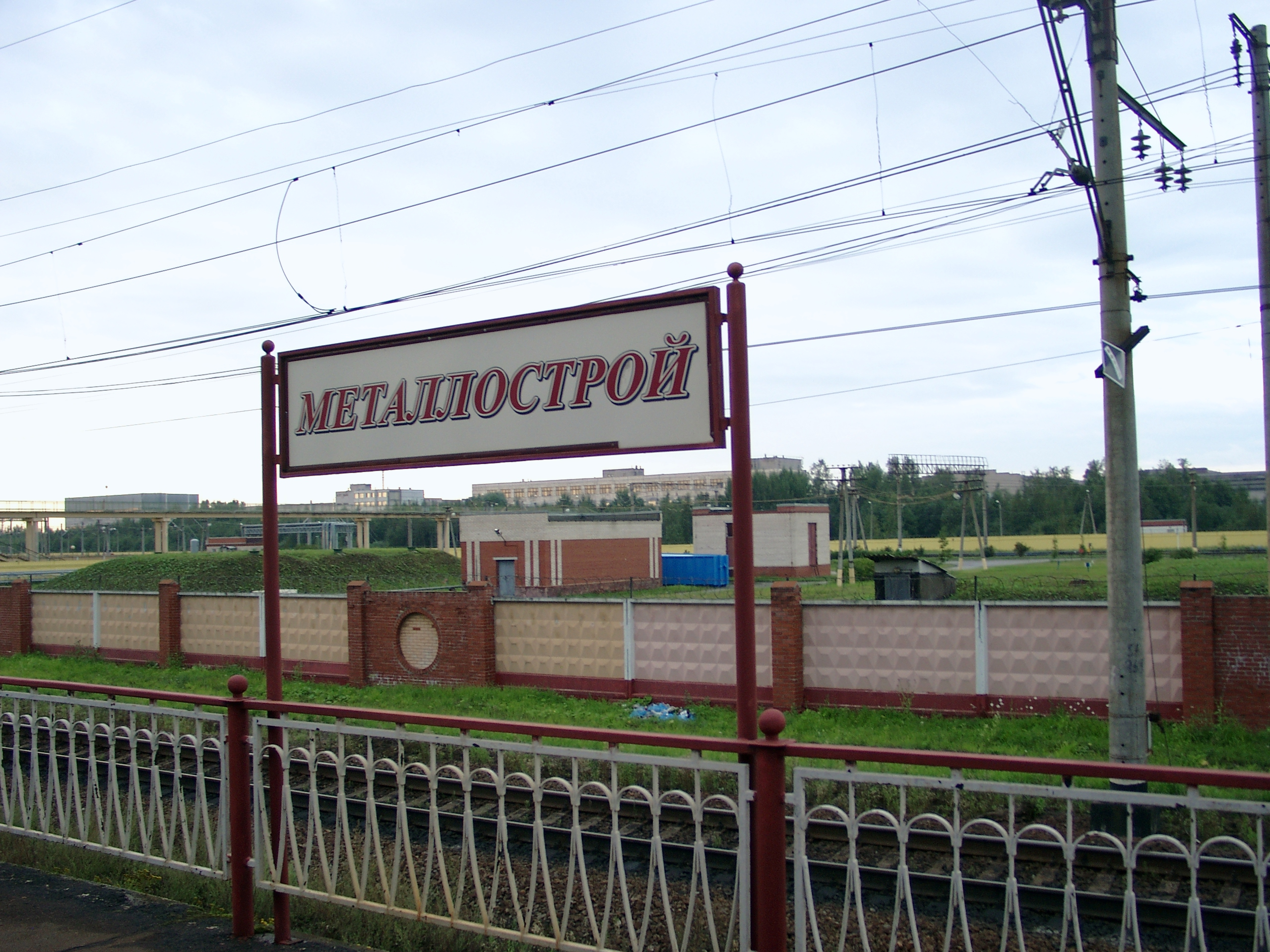
Покажчик з назвою платформи